# Statistisches Bundesamt

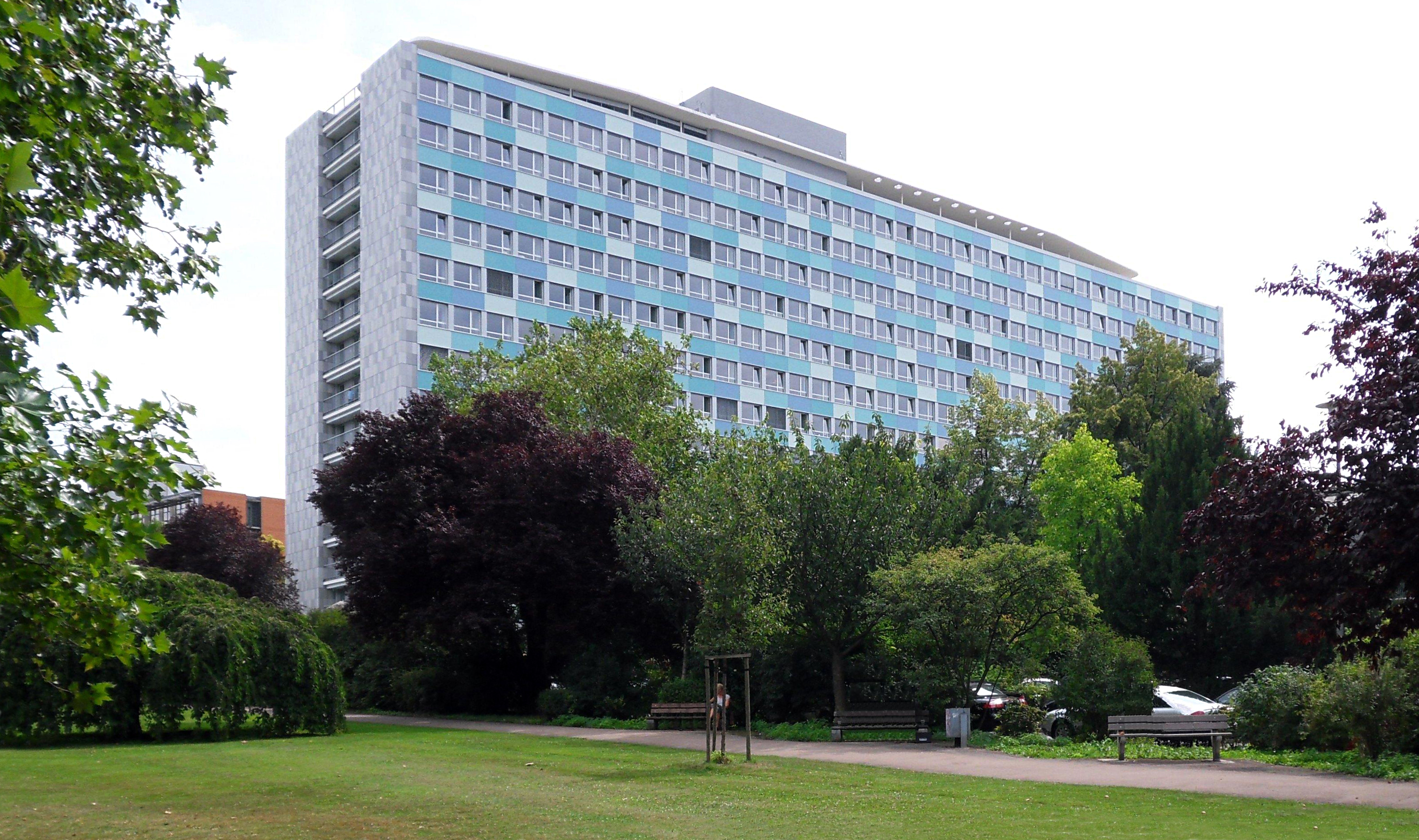
Bâtiment principal à Wiesbaden.

Statistisches Bundesamt (Destatis) est l'office allemand de la statistique. Il est chargé de la production et de l'analyse des statistiques officielles en Allemagne. Le siège est à Wiesbaden. Son directeur général, en 2016, est Georg Thiel (de).